# 陽東区
陽東区（ようとうく）は中華人民共和国広東省陽江市に位置する市轄区。

## 歴史
前漢により安寧県が設置された。中華民国が成立すると陽江県が設置された。1988年の陽江県の廃止に伴い、陽西県・江城区・陽東区に分割され陽東区が成立した。1991年に陽東区は陽東県に改編され、2014年に市轄区の陽東区に改編された。

## 行政区画
下部に11鎮を管轄する
- 東城鎮、北慣鎮、那竜鎮、東平鎮、雅韶鎮、大溝鎮、新洲鎮、合山鎮、塘坪鎮、大八鎮、紅豊鎮

## 経済
東平鎮に建設された陽江原子力発電所が2014年に商業運転を開始した。

## 交通

### 航空
- 陽江合山空港

### 鉄道
- 中国鉄路総公司
  - 深湛線
    - 陽東駅

### 道路
- 高速道路
  - 瀋海高速道路
  - 西部沿海高速道路
- 国道
  - G325国道